# Зоряна вулиця (Конотоп)
Зоряна вулиця — вулиця в історичній частині міста Конотоп Сумської області. Пролягає від площі Ринок до проспекту Червоної Калини, утворюючи перехрестя з вулицями Олександрівською та Соборною.

## Історія
Вулиця відома з XIX століття. Перша відома назва — Земська вулиця. Назва була пов'язана зі створенням Конотопського повітового земства. На вулиці розташовувалася будівля земства. З початку XX століття — вулиця Виконкомівська, назва якої пов'язана з назвою органа місцевого самоврядування, запровадженого у радянську добу в місті Конотоп.
Сучасна назва — з 2024 року.

## Забудова
- № 12 — двоповерхова будівля Конотопська спеціалізована школа № 2.

## Меморіали, пам'ятники

Пам'ятник Тарасові Шевченку біля Конотопської спеціалізованої школи № 2

- Пам'ятник Тарасові Шевченку (автор скульптор І. М. Мельгунова), встановлений 1939 року у міському парку Конотопа. У 1956 році через будівництво будинку культури Конотопського електромеханічного заводу (нині Конотопський міський будинок культури «Зоряний») пам'ятник перенесений на майданчик біля Конотопської спеціалізованої школи № 2, що на вул. Зоряній, 12.